# 西郷南洲顕彰館
西郷南洲顕彰館（さいごうなんしゅうけんしょうかん）は、鹿児島県鹿児島市上竜尾町にある資料館である。1978年7月に開館、南洲公園内の南洲神社西郷隆盛墓所の隣に建っている。西郷隆盛を中心に大久保利通や明治維新について展示しており、近隣には西南戦争で西郷軍が決起した私学校址の石垣、最後の戦いが行われた 城山、西郷洞窟、西郷隆盛終焉の地などがある。また鹿児島市の旧市街地（上町地区）に位置し、福昌寺址など歴史遺跡が多い。

## 沿革
- 1978年7月　開館。
- 2010年4月　全館リニューアル。

## 展示

### 1階
- 西郷隆盛の生涯ジオラマ
- 島津28代藩主・斉彬公の功績
- もっと知りたい西郷コーナー（デジタルミュージアム、映像ライブラリー・西郷隆盛の一生、鹿児島県育英財団制作・アニメ・西郷と大久保、ほか）
- ミュージアムショップ（書籍・関連グッズ販売）

### 2階
- 西郷隆盛の生涯ジオラマ（明治以降）
- 西郷隆盛の衣服・遺品・肖像画
- 西郷隆盛直筆の書幅・漢詩文
- 西南戦争関係資料・銃弾・旗・写真
- 薩摩看琶・薩摩刀
- 映像ライブラリー（西南戦争、鹿児島県と山形県・徳の交流）

### 別館・学習室
- 南洲翁と菅臥牛翁対話の銅像原型
- 南洲と大久保甲東の書展示
- 西郷関係閲貰用書籍2,000冊

## 西郷南洲顕彰館前庭
西郷南洲顕彰館前庭には、西郷隆盛が菅原道真の命日に祈りを捧げたとの逸話から、2006年に太宰府天満宮（福岡県太宰府市）から西郷南洲顕彰会に寄贈された紅白梅が植えられており早春には花を咲かせる。

## アクセス

### 交通
- 鹿児島市営バス「竪馬場」（「たてばば」と読む）バス停下車徒歩7分
- かごしまシティビュー「南洲公園入口」下車徒歩6分
- 駐車場あり